# Принц Морікуні
Принц Морікуні (яп. 守邦親王, 19 червня 1301 —25 вересня 1333) — 9-й і останній очільник Камакурського сьогунату в 1308—1333 роках.

## Життєпис
Належав до Імператорського дому Японії. Син принца Хісаакі, сьоґуна, та донька принца Кореясу, колишнього сьогуна.
Народився у 1301 році.
У 1306 році помирає його мати.
1308 року батька повалено з посади сьоґуна. За рішенням Ходзьо Моротокі і Ходзьо Садатокі Мореясу стає новим сьоґуном, проте фактична влада залишилася у Ходзьо. Того ж року отримує титул принца.
У 1317 році надано 2 ранг японського принца (ніхон). На відмінну від батька не намагався вчиняти заколоти або змови, залишаючись відданим Ходзьо.
У 1333 році після повалення влади сіккенів склав з себе повноваження сьоґуна, які передав принцу Морійосі. Слідом за цим постригся у буддистські ченці. Втім помер того ж року.